# Cementerio Colina Doble
El cementerio Colina Doble fue el primer cementerio de la Base Naval Puerto Belgrano y de la ciudad de Punta Alta, creado en 1900. La necrópolis formó parte del proyecto general de creación de la Base Naval y fue diseñada por el ingeniero Luigi Luiggi, estando ubicada a la vera de la ruta 229 en el cruce con el camino de acceso a Villa el Mar. 

## Toponimia
El cementerio es conocido con nombres como el Cementerio de la Ruta, el Cementerio de las Cruces Blancas o el Cementerio de Villa del Mar. Según Fernanda Martel. su nombre correcto responde al del lugar donde se encuentra ubicado y su origen se remonta a una mención en las cartas náuticas levantadas por la expedición del HMS Beagle al mando del capitán Robert Fitz Roy, quien exploró la región entre 1832 y 1833 junto al naturalista Charles Darwin. En dichas cartas la zona donde se emplaza la necrópolis es denominada Double Hill (Colina Doble en inglés), en clara referencia a dos elevaciones de médanos cercanos entre sí y que eran visibles desde el mar. 

## Historia
La Base Naval Puerto Belgrano fue creada a partir de 1896, y el desarrollo de la monumental obra de ingeniería produjo una explosión demográfica en una región escasamente poblada. De unos pocos habitantes se pasó a una población estable de 700 en 1901 y de acuerdo con datos de los censos municipales de la ciudad en 1906 ya eran 7.500 los pobladores. Dicha cantidad merecía un cementerio cuya construcción estuvo prevista en el plan de Luiggi. Para ello eligió una zona que en ese momento se encontraba alejada del núcleo de población y que quedaba en el límite del territorio asignado a la base naval. 
La necrópolis fue pensada para inhumar al personal de la marina, fuere este civil o militar, así como a sus familias. A pesar de ello también fueron sepultadas en la misma personas de la región que carecían de recursos y pobladores de la incipiente ciudad de Punta Alta. Fernanda Martel señala que las primeras inhumaciones datan de 1900, pese a que la oficina del Registro Civil no fue creada hasta el 15 de abril de 1904 mediante un decreto del presidente de la nación Julio A. Roca.
La primera persona inhumada en Colina Doble fue Augusto Sala, un carbonero de escuadra de 20 años de nacionalidad argentina, y su entierro fue el 19 de agosto de 1900. Su deceso se produjo a bordo del acorazado Garibaldi «a consecuencia de una herida penetrante en el corazón, según el certificado del cirujano de guardia Dr. Ferrand». En la actualidad el cementerio está organizado en cinco secciones, y según el relevamiento efectuado en junio de 2000 cuenta con 1.270 tumbas. La última inhumación se realizó el 17 de junio de 2000 y correspondió al vicealmirante (RE) Leandro Mateo Maloberti. La necrópolis cuenta con lugar para futuras inhumaciones. 

## Arquitectura y Planificación del Cementerio
Según la arquitecta Graciela Brito, «Colina Doble es un ejemplo que denota un acabado estudio y análisis para su ubicación, ya que se lo visualizó de una manera global y se determinó una proyección de crecimiento en el tiempo tanto de la base naval como de las localidad que se ubican fuera de ellas». Brito señala que la necrópolis es un clásico cementerio militar donde se prioriza el orden y la simpleza en el sistema para identificar a las tumbas; destacando asimismo la igualdad para determinar la ubicación de las sepulturas ya que no existen las jerarquías militares. En el desarrollo proyectual de Colina Doble se conjugan esta tipología militar con la latina y la anglosajona. De la latina el cementerio toma el trazado en forma de damero con dos accesos con dos avenidas; una principal y otra que la corta en forma perpendicular, dando origen a cuatro cuadrantes donde se distribuyen las tumbas. De la anglosajona toma el sistema de enterramiento, que es la inhumación con tumbas subterráneas. 
La única construcción, además de las tumbas, con que cuenta el cementerio es el Pabellón Necroscópico, donde se realizaban las autopsias. El mismo fue construido en 1925 y es un edificio con un atrio que se abre hacia el frente y que se encuentra delimitado por una línea de columnas dóricas estriadas sobre las que se apoya un frontón triangular. El edificio se encuentra en un estado de profundo deterioro. 

## Mitos Urbanos
Según Fernanda Martel, en torno al cementerio se urdió un entramado de leyendas urbanas que como tales tienen un lejano eco de diferentes acontecimientos ocurridos en diferentes épocas. Una epidemia de viruela, el naufragio de una nave alemana y una vacuna fallida son los tres mitos más instalados.